# Eddie Bailham
Eddie Bailham, né le 8 mai 1941 à Dublin et mort le 18 décembre 2016, est un footballeur international irlandais qui évolue au poste d'attaquant.

## Biographie
Eddie Bailham joue en Irlande et en Angleterre. Il évolue principalement avec les Shamrock Rovers, et le Wimbledon FC.
Avec les Shamrock Rovers, il termine meilleur buteur du Championnat d'Irlande en 1962 et co-meilleur buteur en 1964.
Il dispute cinq matchs en Coupes d'Europe (un en Coupe d'Europe des clubs champions, deux en Coupe des villes de foires, et deux en Coupe des coupes).
En 1964, Eddie Bailham honore sa première et unique sélection face à l'Angleterre (défaite 1-3 au Dalymount Park).

## Palmarès
- Shamrock Rovers
  - Championnat d'Irlande
    - Vainqueur : 1964

  - Coupe d'Irlande
    - Vainqueur : 1962 (en) et 1964

  - Leinster Senior Cup (en)
    - Vainqueur : 1964

  - Dublin City Cup
    - Vainqueur : 1964

## Sources
- (en) Stephen McGarrigle, The Complete who's who of Irish international football : 1945-1996, Edimbourg, Mainstream Publishing, octobre 1996, 237 p. (ISBN 1-85158-894-9), p. 20